# Paleis Lascaris
Het Paleis Lascaris, museum van oude muziekinstrumenten (Frans: Palais Lascaris, musée des instruments de musique anciens) is een oud-aristocratisch paleis en muziekinstrumentenmuseum in Vieux-Nice, het oude stadscentrum van Nice. Het dateert van de eerste helft van de 17e eeuw en herbergt een collectie van ongeveer 500 instrumenten. Volgens het gemeentebestuur vormt het daarmee de tweede belangrijkste collectie van Frankrijk.
Bij gebrek aan documentatiebronnen zijn de architecten van het paleis onbekend. De bouwstijl is barok.

## Geschiedenis
Het paleis werd in de eerste helft van de 17e en in de 18e eeuw gebouwd en was tot 1802 eigendom van de familie Ventimiglia-Lascaris. Het raakte aan het begin van de 20e eeuw in verval en werd in 1942 door de gemeente Nice gekocht. Die besloot er een museum voor kunst en regionale volkstradities in te vestigen. Sinds 15 februari 1946 staat het op de lijst van historische monumenten. De renovatiewerkzaamheden begonnen in 1963 en waren in 1970 voltooid, het jaar waarin het museum voor het publiek geopend werd. In 2001 werd de collectie muziekinstrumenten van de stad Nice overgebracht van het Musée Masséna naar het Palais Lascaris, om daar een museum van muziekinstrumenten op te richten. In 2011 werd de doorlopende expositie van oude muziekinstrumenten uiteindelijk geopend voor het publiek.

## Bijzonderheden

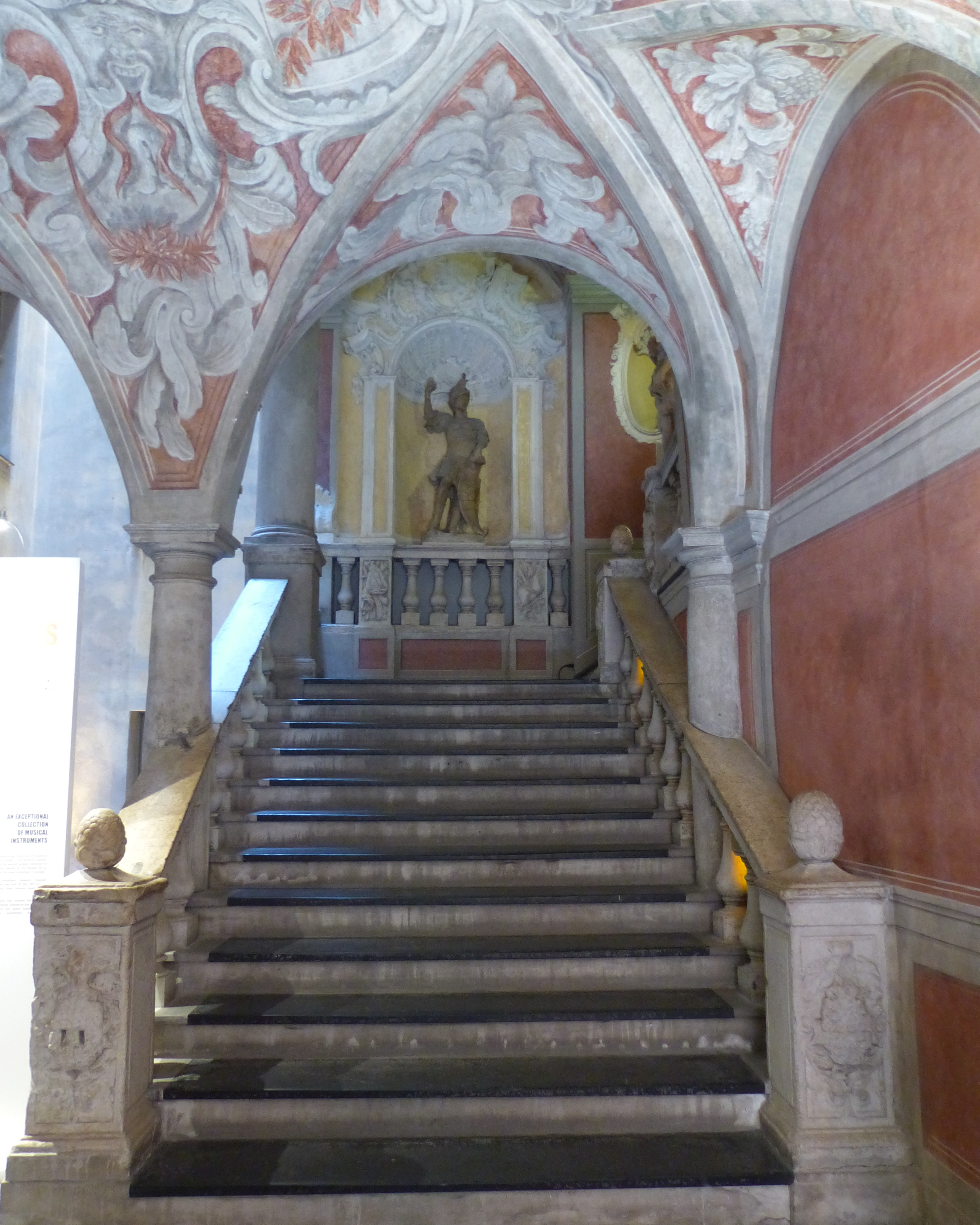
De trap van de eer

Het geheel in de oude stedelijke omgeving opgenomen en in barokke stijl opgetrokken paleis, heeft een weelderige voorgevel waarop de ramen en de wit-marmeren balkons met balusters goed uitkomen. Meteen bij binnenkomst is de hal met kruisgewelven, die versierd zijn met in sterke kleuren uitgevoerde motieven. Via een monumentale trap die uitkomt op met standbeelden gedecoreerde bogengalerijen worden de zalen op de eerste verdieping bereikt die gebruikt worden voor tijdelijke exposities. Op de tweede etage bevindt zich de zogenaamde adellijke etage met vertrekken vol pracht en praal, zijn de originele plafondschilderingen nog te zien. Deze fresco's zijn in het midden van de 17e eeuw aangebracht. De standbeelden en rocailles zijn in de 18e eeuw aan de salons toegevoegd.

## Collectie

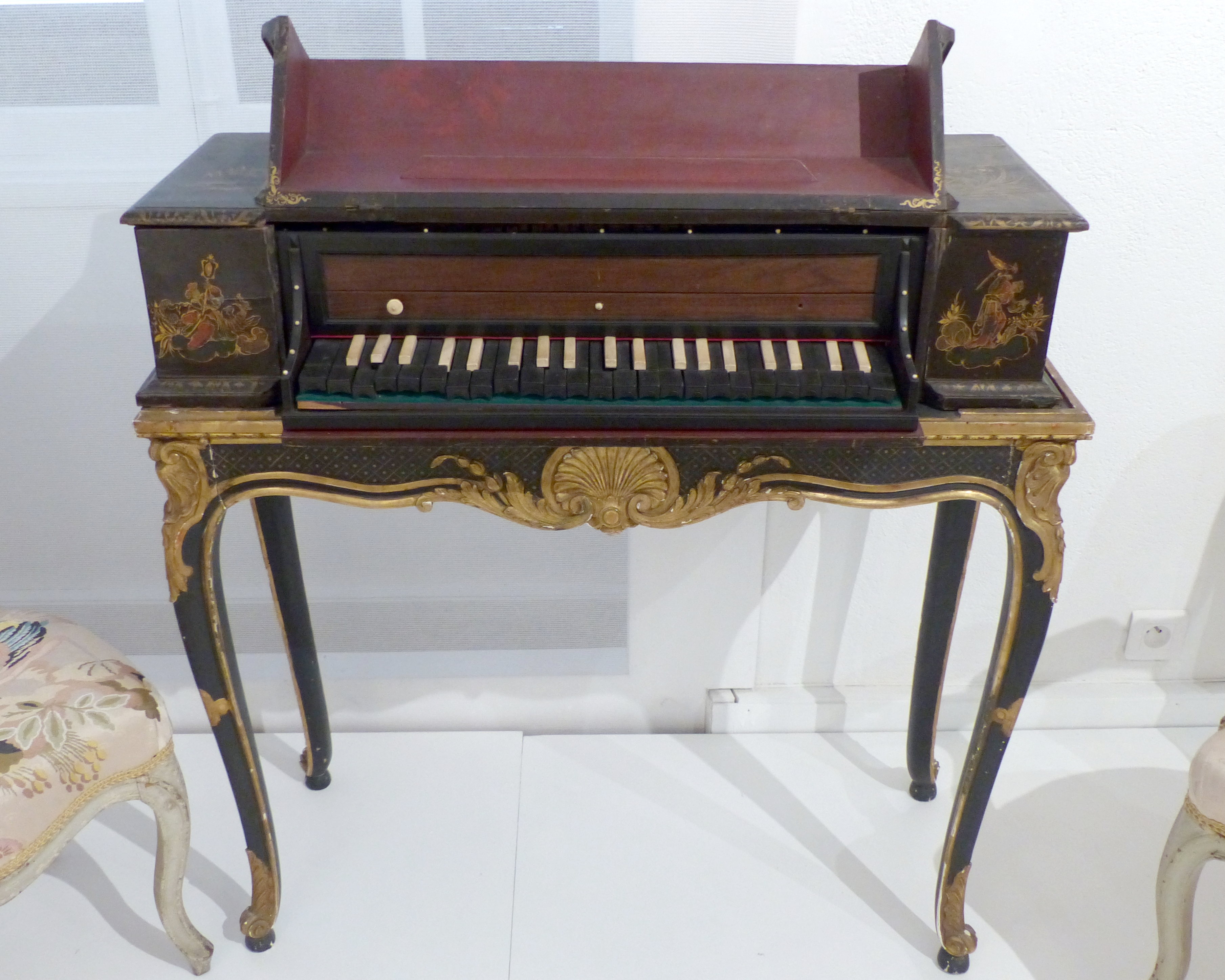
Klavecimbel

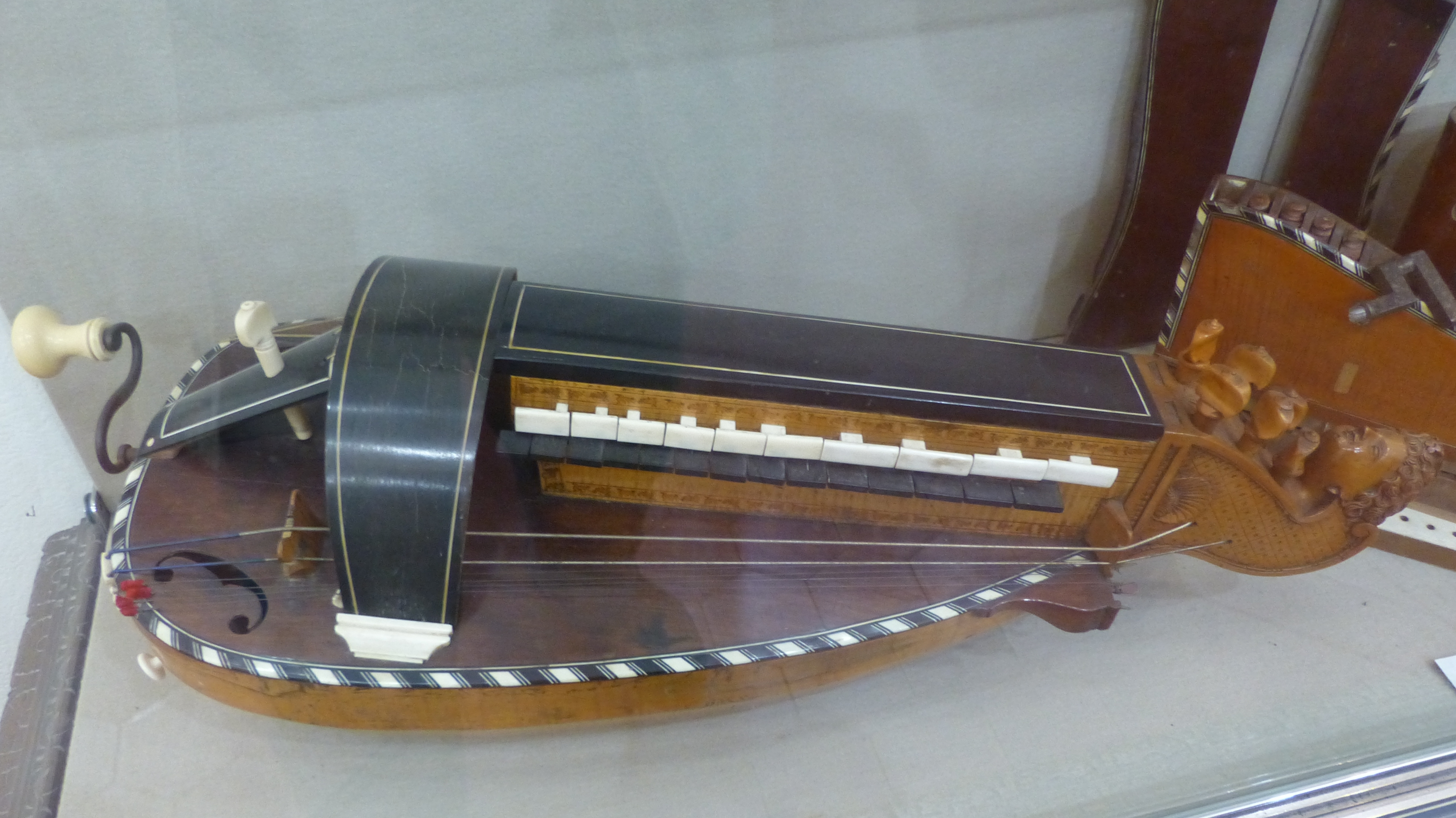
Draailier in de vorm van een luit

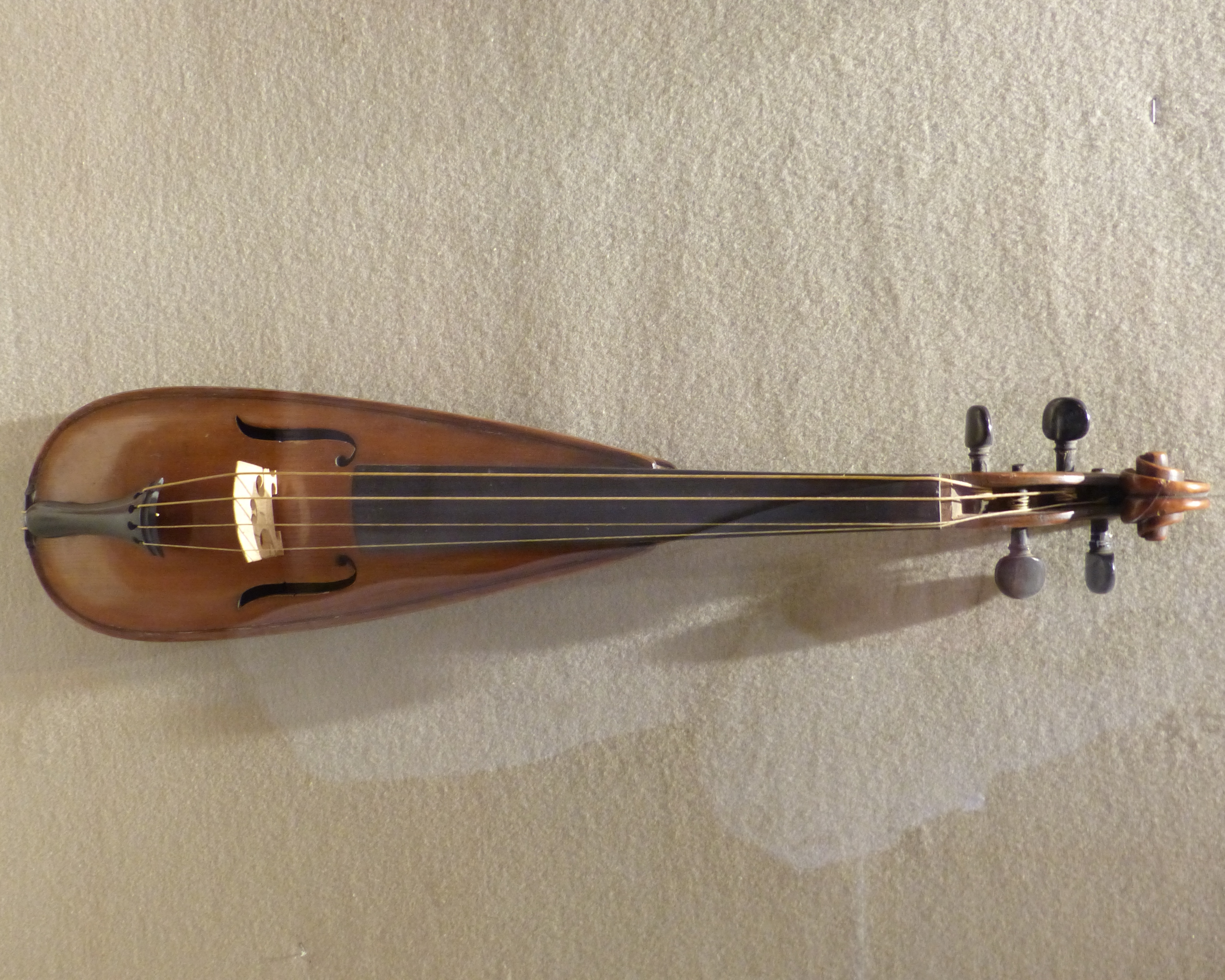
Dansmeesterviool

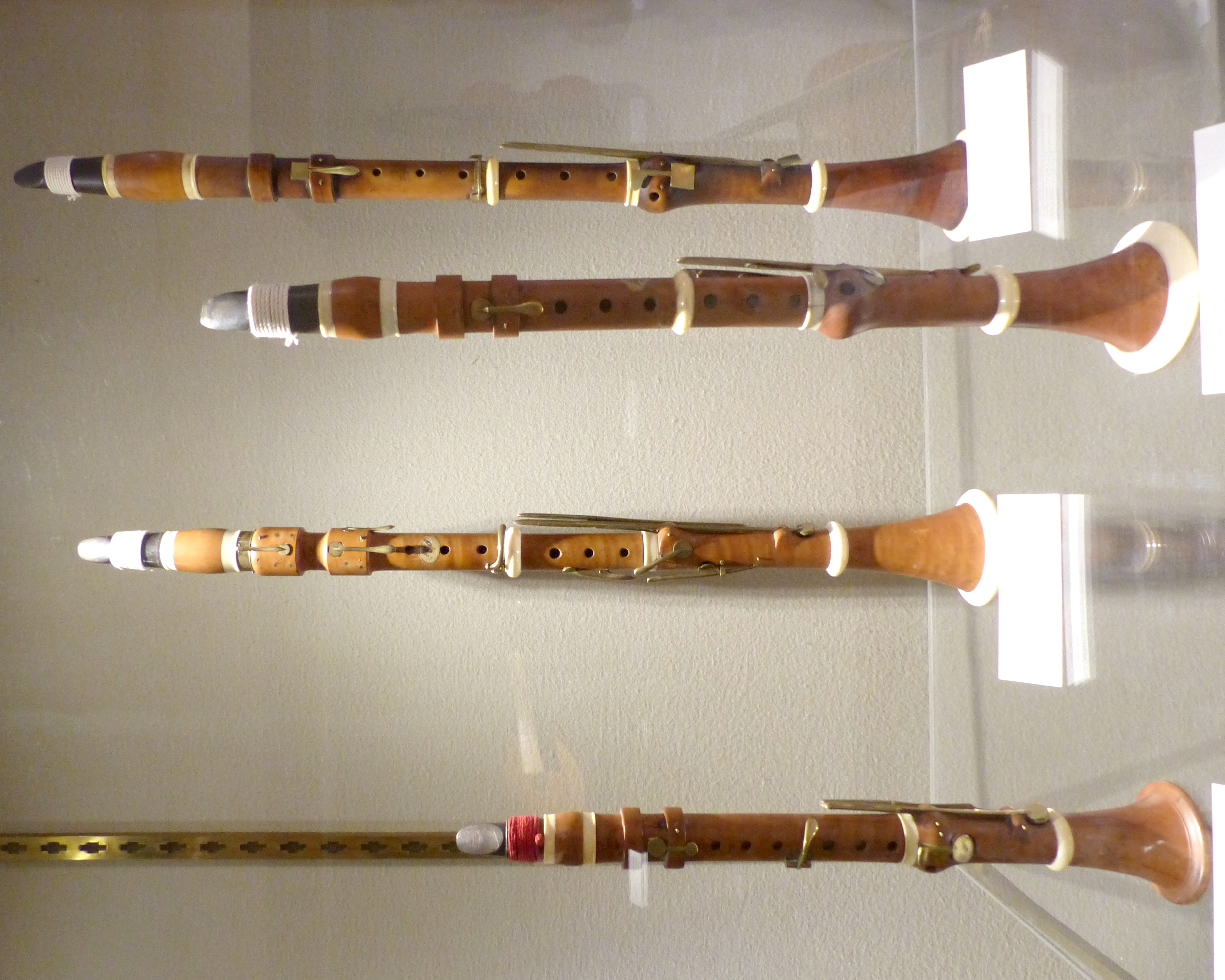
Klarinetten

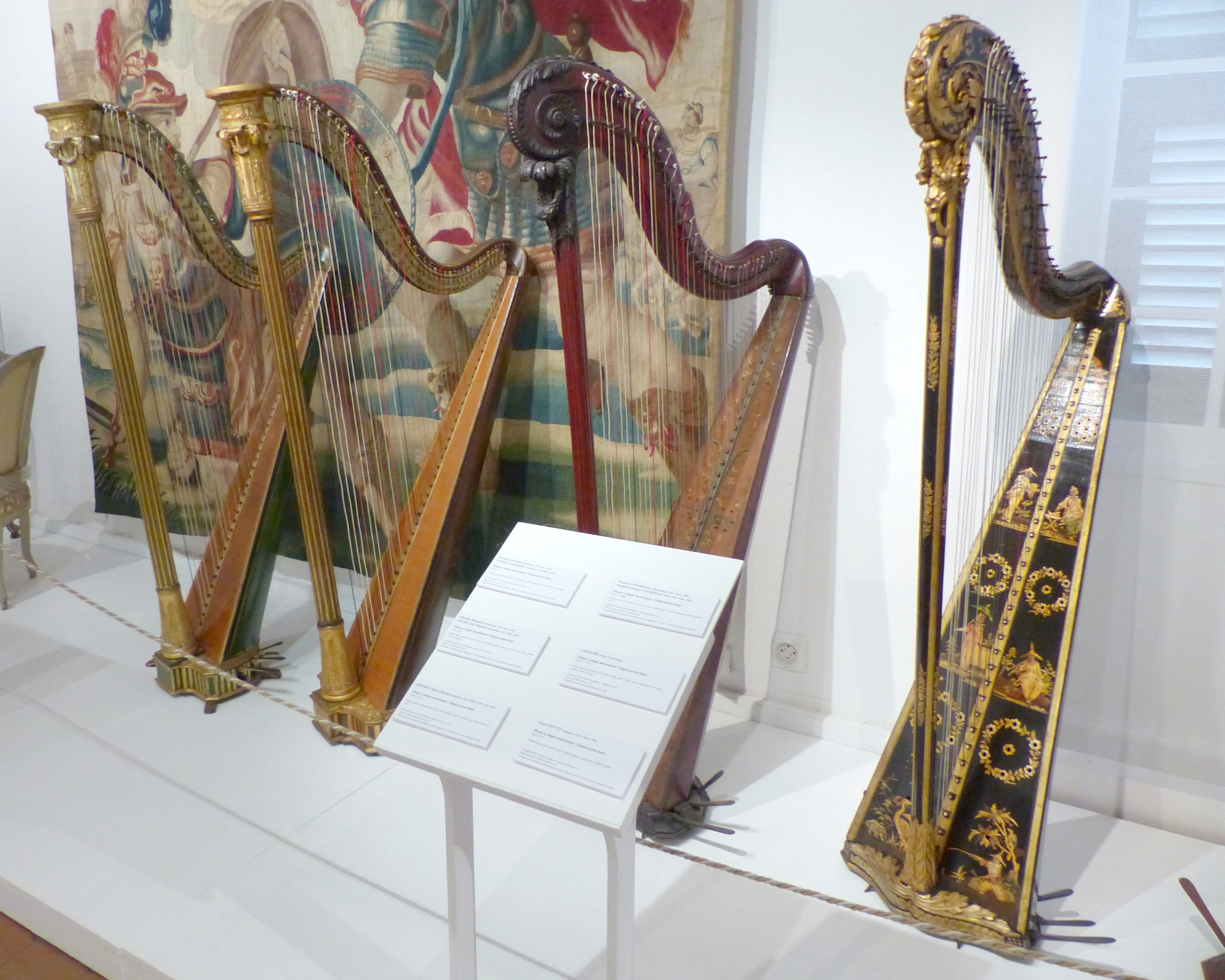
Harpen

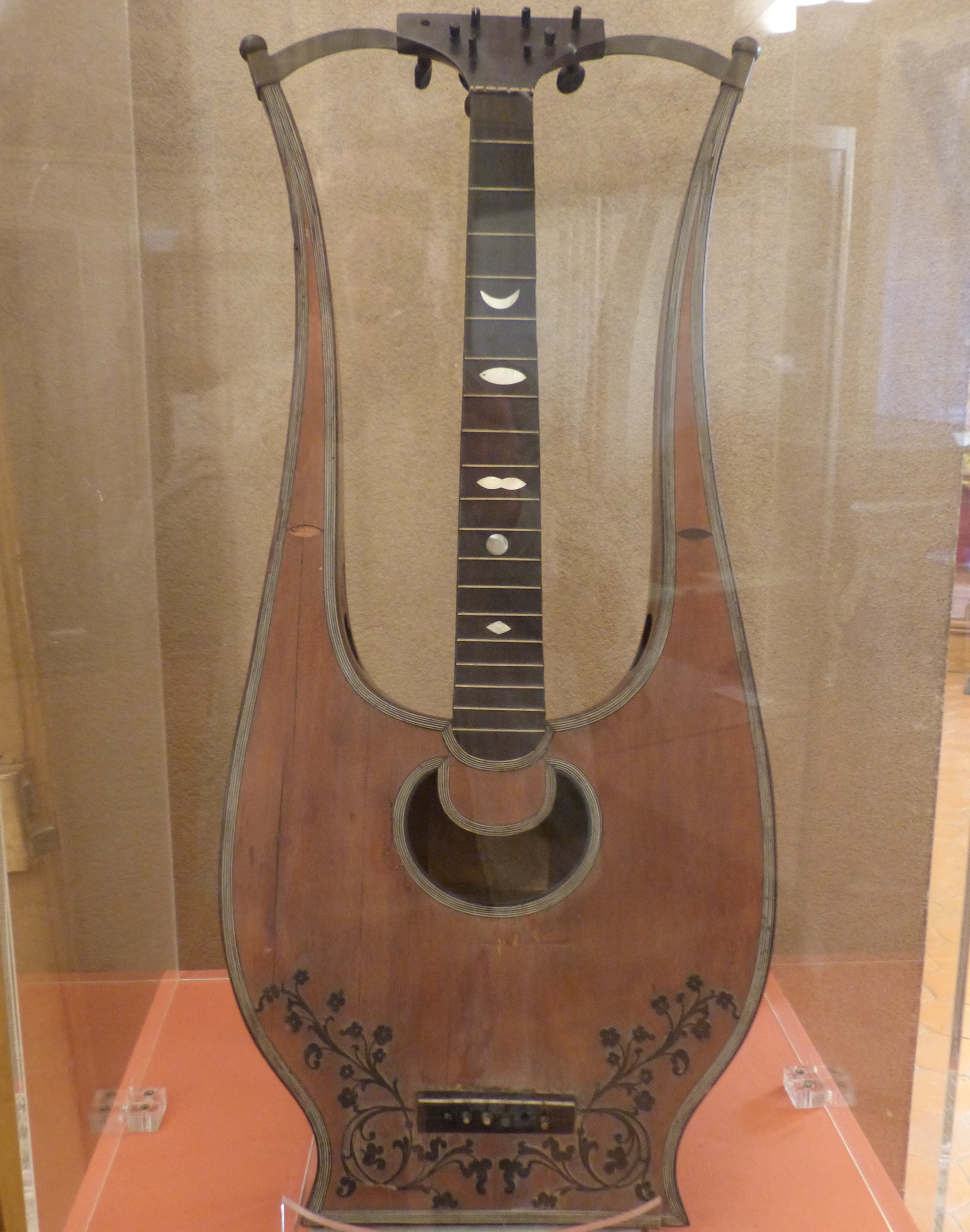
Lier-gitaar

### Nalatenschap van Antoine Gautier
Tegenwoordig wordt de expositieruimte van het paleis gebruikt voor de permanente expositie van oude muziekinstrumenten uit de erfenis van notabele verzamelaar Antoine Gautier uit Nice (1825-1904).
Gautier was de zoon van Joseph Octave Gautier, een rijke houthandelaar, en van Félicité Rossetti, dochter van prefect Rossetti en kleindochter van senator Rossetti. Na een studie klassieke talen aan het Jezuïtische lyceum (nu lycée Masséna), werd hij jurist. Als muziekliefhebber speelde Antoine Gautier viool en altviool. Op achttienjarige leeftijd richtte hij samen met zijn broer Raymond een muziekkwartet op, waarin Antoine de altviool voor zijn rekening nam. In zijn huis aan de Rue Papacino richtte hij met zijn grote collectie instrumenten een muziekkamer in.
Op Rue Papacino waanden wij ons in een tempel. Alles nodigde er uit tot plechtige stilte: de grote bibliotheek waar de zorgvuldig ingebonden en gerangschikte collecties Europese muziektijdschriften zij aan zij stonden met andere zeldzame uitgaven, de vitrines waarin gongs, hawaïgitaar, marine-trompetten, langhalsluiten, quintons, liefdeshobo's, werken van Maggini of Guarneri stonden tentoongesteld, de vier grote eiken muziekstandaards, en de grote Pleyel-piano, oogstten de bewondering van de bezoekers.
Vele artiesten, waaronder Jaques Thibaud en Eugène Ysaÿe, hebben de salon bezocht. Op een avond in januari 1902, speelde Gabriël Fauré er verschillende van zijn pianostukken. In 1903 vierde het Gautier-kwartet er zijn zestigjarig bestaan. Het daaropvolgende jaar overleed Antoine Gautier op negenenzeventigjarige leeftijd in zijn woonplaats en liet daarbij zijn uit 225 stukken bestaande collectie muziekinstrumenten en muzikale bibliotheek aan de stad na.
De nalatenschap van Gautier werd op 26 mei 1901 per testament en op 8 juni via een codicil aan de stad Nice toegekend. De erfenis werd tijdens een buitengewone gemeenteraadszitting op 19 september 1904 geaccepteerd. Het artikel in het testament over de nalatenschap is beknopt:
De wens uitsprekend om in mijn geboortestad Nice een goed georganiseerd instituut voor muziekonderwijs op te richten, laat ik de stad Nice daartoe een bedrag van 60.000 frank na, en bovendien mijn collectie muziekinstrumenten en accessoires, mijn collectie muziekwerken en boeken over muziek, met als enige voorwaarde dat er jaarlijks 600 frank wordt toegekend aan een luthier die zorgdraagt voor de instandhouding van de collectie; ik denk dat luthier François Bovis daartoe de meest geschikte persoon is.
De erfenis van Antoine Gautier, die achtereenvolgens geconserveerd en geëxposeerd werd in het Musée des Beaux-Arts Jules Chéret, in het Musée Masséna, in het conservatorium van Nice en nu in Palais Lascaris, wordt door de stad Nice steeds verder aangevuld.

### Belangrijke stukken
Onder de belangrijkste stukken bevinden zich:
- Een barokke tenortrombone van Anton Schnitzer (Neurenberg, 1581);
- De viola d'amore van Joannes Florenus Guidante (Bologna, 1717), van Gagliano (Napels, 1697), van Johann Schorn (Salzburg, 1699) en van Johann Ott (Füssen, 1727);
- Viola's da gamba, waaronder die van William Turner (Londen, 1652);
- Een basviool van Paolo Antonio Testore (Milaan, 1696);
- Een aantal zeer zeldzame barokgitaren, waaronder een van Giovanni Tesler (Ancona, 1618), een van René Voboam (Parijs, rond 1650) en een van de oudste Franse gitaren, een gitaar van Jean Christophle (Avignon, 1645);
- Blokfluiten uit de 18e eeuw, waaronder een altfluit gemaakt door Johann Christoph Denner (Neurenberg, begin 18e eeuw);
- Een anoniem klavecimbel (voorheen klavierorgel) uit de 18e eeuw;
- Vele harpen: de eerste prototypen van Sébastien Érard, waaronder zijn eerste enkel- en dubbelpedaalharp en ook een harp van Naderman (Parijs, 1780) die toebehoorde aan de burggravin van Beaumont;
- Een zeldzame verzameling klarinetten;
- Experimentele snaarinstrumenten;
- Verschillende door Adolphe Sax gemaakte instrumenten, waaronder een viertal saxofoons en een saxotromba;
- Franse toetsinstrumenten afkomstig uit de 18e tot de 20e eeuw, waaronder de Pleyel-piano (Parijs, 1863) die toebehoorde aan de Cercle Masséna uit Nice;
- Een van de beroemdste gitaren uit de staat van dienst van Antonio de Torres (Almeria, 1884);
- Talloze instrumenten van Zuid-Franse makelij;
- Een vijftigtal van buiten Europa afkomstige instrumenten uit de Gautier-collectie uit de 19e eeuw;
- Een verzameling jazzinstrumenten waaronder een Grafton-saxofoon uit de jaren '50;

In 2009 schonk de AXA-groep Palais Lascaris de collectie Gaveau-Érard-Pleyel, die tijdens twee exposities aan het publiek werd getoond: Érard, l'invention de la harpe moderne (Érard en de uitvinding van de moderne harp), 1811-2011, en Le clavier vivant (Het levende klavier), 2012. Op 31 januari 2013 ontving Palais Lascaris van het Institut de France de collectie Tissier-Gandpierre (66 instrumenten, waaronder 18 antieke harpen).
De instrumentencollectie van Palais Lascaris maakt deel uit van het MIMO-project (Musical Instruments Museums Online). Gegevens hierover zijn te vinden op de website Europeana.